# リサ・レイ
リサ・レイ（Lisa Ray, 1972年4月4日 - ）は、カナダの女優。オンタリオ州トロント出身。

## 略歴
インド出身のベンガル人である父と、ポーランド人の母の間に生まれ、エトビコ郊外で育った。

## 出演作品
- とらわれの水 Water （2005年）
- ストレートじゃいられない I Can't Think Straight （2007年）
- あかね色のケープタウン The World Unseen （2007年）
- ディフェンドー　闇の仕事人 Defendor (2009年)

## 参照
1. ↑  Rachel Giese (2007年10月). “The thoroughly Canadian charm of Lisa Ray”. Chatelaine.com